# Damir Voloder
Damir Voloder (Vukovar, 20. studenoga 1959.) je hrvatski košarkaški trener i bivši hrvatski košarkaš. 

## Igračka karijera
Damir Voloder jedan je od najdugovječnijih aktivnih igrača u Hrvatskoj svih vremena. Igrao je na poziciji beka organizatora igre. Također je bio poznat po svojoj obrambenoj igri. Karijeru je započeo u KK Vuteksu iz Vukovara. Košarku je aktivno igrao i u svojim četrdesetima, završivši igranje u 44. godini života. No to nije bilo u niželigaškom klubu, nego u klubu koji je bio hrvatski prvoligaš. Igrao je za Vuteks, Borovo, skopski MZT, Kikindu, Split (osvojio Košarkaški Kup Hrvatske 1992. godine) i Vinkovce. Najveći dio igračke karijere je proveo u Osijeku u KK Slavonskoj banci za koju je igrao od 1992. do 1997. godine te od 1999. do 2003. godine. U momčadi Sjevera nastupio je 2001. godine u Osijeku na 9. hrvatskom košarkaškom All Star-u i 2002. godine u Bjelovaru na 10. hrvatskom košarkaškom All Star-u, a također na oba dva All-Star-a bio je pobjednikom natjecanja u gađanju trica.

## Trenerska karijera
Trenirao je košarkaše A-2 ligaša Osijeka, Vukovara i Darde. Dardu je sezone 2008./2009. uveo u 1. HKL, a sezonu 2009./10. je počeo s osam pobjeda i porazom i vodstvom na ljestvici, postigavši omjer pobjeda i poraza 42:4 u godinu i pol trenerskog staža u Dardi. Te za njega sjajne 2009. godine je dobio još jednu počast: vodio je momčad Sjevera na hrvatskoj All Stars utakmici zajedno s Denisom Bajramovićem iz Zagreba, a u izabranu momčad je ušao i igrač njegovog kluba Darde, Ivan Krolo. Iduće sezone, 2010./2011., zbog četiri izgubljena susreta u pet kola, u studenom 2010. godine, je smijenjen s trenerskog mjesta u Dardi.
Godine 2011. godine bio je sudionkom obnove rada KK Borova, obnovljenog nakon 20 godina stanke.
Početkom sezone 2011./2012. preuzeo je košarkašice Murse, koje je trenirao do 2013. godine. Godine 2013. preuzeo je treniranje KK Borova. S Borovom je 2014. i 2016. godine osvojio naslove prvaka A-2 hrvatske košarkašk lige “Istok”. Godine 2015. s KK Borovom bio je pobjednikom Kupa Krešimira Ćosića regije Istok.

## Osvojeni trofeji

### Igrač
KK Split
- Kup Krešimira Ćosića (1): 1992.

## Nagrade i priznanja
- 1995. godine je nagrađen nagradom "Trofej uzor-športaš Nikola Ilić".[16]
- 1996. godine bio je laureatom u anketi Večernjega lista za najboljeg košarkaša godine,[17] (u vrijeme kad se za to biralo samo igrače iz hrvatskih klubova) i to kad je imao 37 godina.

## Vanjske poveznice
- Laganini intervju: Damir Voloder I višima od sebe lupao sam "banane", Glas Slavonije, 21. rujna, 2013.
- Košarka.org: Damir Voloder[neaktivna poveznica]
- (engl.) FIBA Europe: Damir Voloder